# На руините на Сталинград
Мачът „На руините на Сталинград“ (на руски: На руинах Сталинграда) е приятелски мач, състоял се на 2 май 1943 г. в освободения Сталинград между футболния отбор „Спартак“ (Москва) и отбор от местни играчи на „Динамо“ (Сталинград). Отборът на Сталинград печели с 1:0. В 39-тата минута на мача Александър Мойсеев вкарва за „Динамо“.
| „ | Зрителите избухнаха в такива бурни овации, каквито не чух никога повече през живота си. Анатолий Акимов, вратар на „Спартак“ | “ |

Това спортно събитие е организирано по инициатива на ръководството на НКВД и градските власти. Идеята е да се създаде празнично настроение на населението, да се покаже, че градът се връща към пълноценен живот. Организаторите на спортното събитие добре осъзнават важността на психологическия фактор на предстоящата среща. В края на краищата нищо не обединява хората повече от подкрепата за „нашите“. И това единство трябва да стане ключът към общите усилия за възраждане на Сталинград.
За да добави значение на случващото се, е решено да се покани един от водещите отбори в страната, московския „Спартак“, на приятелски мач.

## Организация на мача
Идеята за провеждане на мача се ражда в Москва, във Всесъюзния спортен комитет и е подкрепена и одобрена от партийни организации. Районният комитет на партията, регионалния комитет на комсомола и представители на организациите за физическо възпитание разработват план за играта.
След края на битките за Сталинград, чиито защитници включват много футболисти от отборите на Сталинград, включително отборите на „Трактор“, Василий Ермасов е назначен за изпълнителен секретар на регионалния съвет на дружеството „Динамо“. В началото на април той е извикан при първия секретар на регионалния комитет на партията Алексей Чуянов, където присъстват и представителят на областния съвет на район Динамо А. И. Воронин и секретарят на областния комитет на Комсомола В. И. Левкин. Генерал-лейтенант Александър Воронин пита Василий Ермасов за най-добрия начин да отпразнуват първомайските празници в града, на което Ермасов предлага, че „трябва да играем футбол, за да могат хората да видят с очите си, че градът е жив“. Алексей Чуянов изразява идеята за организиране на междуградски мач: „Можете ли да го проведете без играчите на „Трактор“, които все още не са се върнали в града?“ – пита Чуянов. „Сталинградците могат всичко“, отговаря Ермасов – „Точно така“ – подкрепя го Чуянов и се усмихва, – „да се приготвим“.
Секретарят на регионалния комитет на партията Алексей Чуянов одобрява плана и иска да информира председателя на Всесъюзния спортен комитет Василий Снегов за него. На заседание на Всесъюзния спортен комитет е решено да се проведе мач между отборите „Динамо“ (Сталинград) и „Спартак“ (Москва).

## Подготовка за мача

### Стадион
Единственото подходящо място за провеждане на мача е стадионът на завод „Азот“, който е най-малко повреден по време на битката за Сталинград, разположен в южните покрайнини на града в Бекетовка. До деня на срещата този заводски стадион е приведен в ред. Зенитните оръдия са премахнати и полето е изравнено. Стотици доброволци помагат за запълването на кратерите и премахването на отломките. Монтирани са също футболни врати и футболното игрище е оградено, съблекалните и складовете са приведени в ред, издигнати са малки трибуни за зрители с около 3000 места.

### „Динамо“
Константин Беликов се срещна с шофьора Сава Пиликян и го моли да намери футболистите. Сава събира всички и Сергей Плонски, завършил Московския институт за физическо възпитание преди войната, започва да провежда ежедневно обучение. По време на двуседмичния подготвителен период Сергей Плонски се уверява, че натоварванията се увеличават постепенно, тъй като се страхува момчетата да не се претоварят по време на тренировка, за да подходят към мача в оптимална форма. Той също така постига засилено хранене на футболистите, в менюто на което има просо, херинга – всичко без ограничения.

### „Спартак“
В средата на април 1943 г. пълният отбор на московските майстори на „Спартак“ е извикан в Комитета за физическа култура и спорт. Отборът е приет от председателя, който каза, че е получена молба от Сталинград за изпращане на отбор на спортен фестивал, който ще се проведе в града на 2 май.
В нощта на 1 май на московското летище „Спартак“ чака разрешение да се качи на борда на самолета. Но полетът е временно отложен поради очакваното германско въздушно нападение над Сталинград. На 2 май, в 6 часа сутринта, московската делегация все пак отлита за Сталинград с два самолета. При пристигането си в Сталинград футболистите на „Спартак“ са топло посрещнати от местните партийни лидери и представители на организациите за физическо възпитание в града. Отборът е транспортиран в открити коли през целия разрушен град до Бекетовка.
Играчите на „Спартак“ не отиват в Сталинград с празни ръце. Московчани вземат със себе си спортно оборудване: дискове, копия, гюлета, топки, волейболни мрежи и футболни униформи, които са подарени на „Динамо“.

## Мачът
Играта предизвиква голям интерес. Според очевидци на мача са присъствали поне 9 – 10 хиляди зрители.
Гръбнакът на „Динамо“ е съставен от играчите на „Трактор“, които са в града, които представляват Сталинград в първенството на СССР. Отборът на „Спартак“ не очаква да срещне сериозна съпротива от отбора на Сталинград – в края на краищата „Динамо“, за разлика от „Спартак“, който играе за шампионата и Купата на Москва, има по същество необигран отбор.
От първите минути московчани се втурват да щурмуват вратата на отбора от Сталинград, надявайки се да решат изхода на играта още в началото. Но Василий Ермасов, вратарят на „Динамо“, който е награден с медал „За храброст“ буквално преди мача, прекъсва всички атаки на московчани. Неговата увереност е неволно прехвърлена на други сталинградци;
Но сталинградците не само оцеляват, но и успяват да спечелят. В един момент топката попадна в Савва Пиликян. Той бавно се придвижва по тъча, чакайки един от партньорите му да се отвори напред. Но играчите на „Динамо“ са здраво държани от играчите на „Спартак“. По пътя Сава лъже един от братята Соколови, Глазков застава пред него, но халфът също го преминаава с ловко движение. И тук Сава вижда как Шляпин се освобождава от попечителството и бързо отправя топката към него. Всичко последвало се случва за няколко мига. Георгий Шляпин, почти без да държи топката, я препраща към Александър Мойсеев, който също нанася силен удар без да задържа топката към вратата на Анатолий Акимов. Опитният вратар закъснява с реакцията си и се получава попадение в горния ъгъл на вратата, което се оказва и единственото в мача. Въпреки отчаяните усилия „Спартак“ не успява да изравни.